# Купченко Леонід Федорович
Леоні́д Фе́дорович Ку́пченко — український фахівець у галузі електродинаміки, доктор технічних наук — 1984, професор — 1986, винахідник.

## З життєпису
1957 року закінчив Тамбовське військове авіаційне радіотехнічне училище ВПС, 1965-го — Харківське вище військове командно-інженерне училище ракетних військ, де й лишився працювати.
Протягом 1986—1995 років — завідувач, від 1995-го — професор кафедри антенно-фідерних пристроїв.
Напрями наукових зацікавлень: взаємодія оптичного випромінювання з періодичними фазовими структурами, отриманими із використанням ультразвуку чи голографічними методами.
Розробив методику розв'язання акустооптичних задач, використавши при цьому неперервні дроби.
Працює над розвитком нового наукового напряму в оптоелектроніці — динамічною спектральною фільтрацією.
Входить до складу редколегії наукового видання «Системи обробки інформації».

### Серед праць
- «Невзаємний оптичний ефект при проходженні світла через ультразвуковий пучок», 1979, у співавторстві
- «Бреггівський резонанс другого та третього порядків на об'ємних голографічних решітках», 1988
- «Акустикооптична фільтрація із використанням дифракції світла на ультразвуковій хвилі під кутами, кратними куту Брегга. Теорія та експеримент», 2006
- «Акустикооптичні ефекти при сильній взаємодії. Теорія та експеримент (метод неперервних дробів при вирішенні акустикооптичних задач», 2009, у співавторстві
- «Адаптивна оптико-електронна система з динамічною спектральною фільтрацією за наявності мінливості оптичних сигналів», 2016, співавтори — О. О. Гурін, Р. С. Кочмарчик, А. С. Риб'як, рецензент В. Д. Карлов.

### Серед зареєстрованих патентів
- «Спосіб підвищення роздільної здатності акустооптичного аналізатора спектра», співавтори — Петін Олександр Петрович, Риб'як Анатолій Степанович, Шевченко Олексій Валерійович, 2012
- «Канал автоматичного супроводження літальних апаратів за напрямком з використанням частот міжмодових биттів та можливістю формування і обробки зображення літальних апаратів», 2010, співавтори — Альошин Геннадій Васильович, Бєлімов Володимир Васильович, Васильєв Дмитро Геннадійович, Злотніков Андрій Львович, Коломійцев Олексій Володимирович, Можаєв Олександр Олександрович, Приходько Володимир Мусійович, Приходько Дмитро Петрович, Сачук Ігор Іванович.